# مسجد ابوالمحسن
مسجد ابوالمحسن مربوط به دوره قاجار است و در اصفهان، محله پا قلعه، بین خیابان نشاط و ملک، کوچه هاشم بیگ واقع شده و این اثر در تاریخ ۱۷ اسفند ۱۳۸۱ با شمارهٔ ثبت ۷۶۳۸ به‌عنوان یکی از آثار ملی ایران به ثبت رسیده است.